# Algebraische Linguistik
Die Algebraische Linguistik ist ein Teilbereich der mathematischen Linguistik, der sich unter Verwendung formaler Methoden (Algebra, theoretische Informatik, formale Logik/mathematische Logik, Mengenlehre) um die Formalisierung von Grammatiken bemüht: „Die algebraische Linguistik hat die Aufgabe, die Grammatik zu formalisieren“. Entsprechend spielt sie eine wichtige Rolle bei der Entwicklung formaler Grammatiken, besonders der generativen Grammatik Noam Chomskys und der Kategorialgrammatik Yehoshua Bar-Hillels und anderer. Dabei geht es um die Entwicklung von widerspruchsfreien Modellen und um höchstmögliche Präzision. Gross & Lentin (1971, Vorwort) sehen die Algebraische Linguistik in der Tradition der Grammaire générale et raisonnée (Allgemeine Grammatik), da sie beim Studium der formalen Eigenschaften der Sprachen von den je besonderen Eigenheiten der einzelnen Sprachen absehe.

## Der BegriffAlgebraische Linguistik
Den Begriff Algebraische Linguistik gibt es spätestens seit 1964, als die tschechischen Linguisten P. Sgall und L. Nebeský ihn verwendeten. Er verdrängte auch weitgehend den in der UdSSR entstandenen Begriff Theorie der Sprachmodelle (Ivić 1971: 226).